# Анна Марі Мартіноцці
Анна Марія Мартіноцці, принцеса Конті (1637 – 4 лютого 1672) — французька аристократка та придворна чиновниця. Вона була племінницею головного міністра Франції короля Людовика XIV кардинала Мазаріні та дружиною Армана де Бурбона, принца Конті . Вона стала матір'ю розпусника Франсуа Луї, принца Конті, Великого Конті . Її шлюб з принцом Конті зробив її принцесою Санг . Між 1657 і 1666 роками вона служила суринтенданте де ла Мезон де ла Рейн для вдовуючої королеви Анни Австрійської .

## Біографія
Анна Марі Мартіноцці народилася в Римі в родині Джироламо Мартіноцці з Фано та Лаури Маргерити Маццаріні , доньки П’єтро Маццаріні, який служив констеблем констебля Колонни та Ортензії Буфаліні. Вона була старшою сестрою Жюля Мазаріні, який був кардиналом і прем'єр-міністром за часів неповноліття короля Франції Людовика XIV .
Її бабусею та дідусем по батьківській лінії були Вінценко Мартіноцці, який служив мажордомом при дворі кардинала Франческо Барберіні, та Маргарита Марколіні .
Анна Марія провела своє дитинство в Римі, де її батько служив мером у палаці Римської курії . У 1647 році Анну-Марію та її двоюрідних братів і сестер Манчіні викликав Мазаріні до Франції. Перебуваючи у Франції, Анна Марія та її двоюрідні брати й сестри були передані під захист Анни Австрійської, яка навіть наглядала за їхньою освітою.
Батько Анни-Марії помер у 1650 році, а в 1653 році її овдовіла мати забрала з собою молодшу дочку Лауру та переїхала до Парижа, щоб жити зі своїм братом, кардиналом Мазаріні .
Анна-Марія та її двоюрідні сестри, сестри Манчіні: Лаура, Марія, Олімпія, Гортензія, стали відомі при французькому дворі як Мазарінетти . Мазаріні вдалося забезпечити вигідні шлюби для всіх них. Сестра Анни-Марії, Лаура, вийшла заміж за Альфонсо IV д'Есте, герцога Моденського, а її дочка (племінниця Анни-Марії) Марія Моденська стала майбутньою королевою Англії, коли вийшла заміж за Якова II, короля Англії .
Анну Марію описували як людину з гарною зовнішністю, світлим волоссям, лагідною вдачею, щедрою, дотепною та розумною.  Хоча її загалом вважали лагідною та скромною, вона іноді мала різкі манери, які бентежили та ображали людей. 

## Шлюб
Як і для інших Мазарінет, очікувалося, що дядько Анни-Марії знайде для неї гарного партнера, і плани щодо її шлюбу почалися дуже швидко після її прибуття до Парижа. Було запропоновано кандидатуру герцога Кандальського, але це зустріло опір з боку його батька, герцога д'Епернона, який розглядав це як мезальянс для свого сина. Молодий герцог міг претендувати на королівське походження, оскільки його мати Габріель-Анжелік де Верней була узаконеною дочкою Генріха IV Французького .
У 1654 році Анна Марія вийшла заміж за Армана де Бурбона, принца Конті .  Казали, що принц Конті так прагнув укласти союз з кардиналом, що заявив, що шлюб відбувся в Луврському палаці 22 лютого 1654 року , а церемонію провів архієпископ Буржський  . Після церемонії одруження було поставлено п'єсу «Сід» , після чого відбувся бенкет і бал. 
Анна принесла з собою придане у розмірі 200 000 екю, що еквівалентно приблизно 500 000 доларів сьогодні.

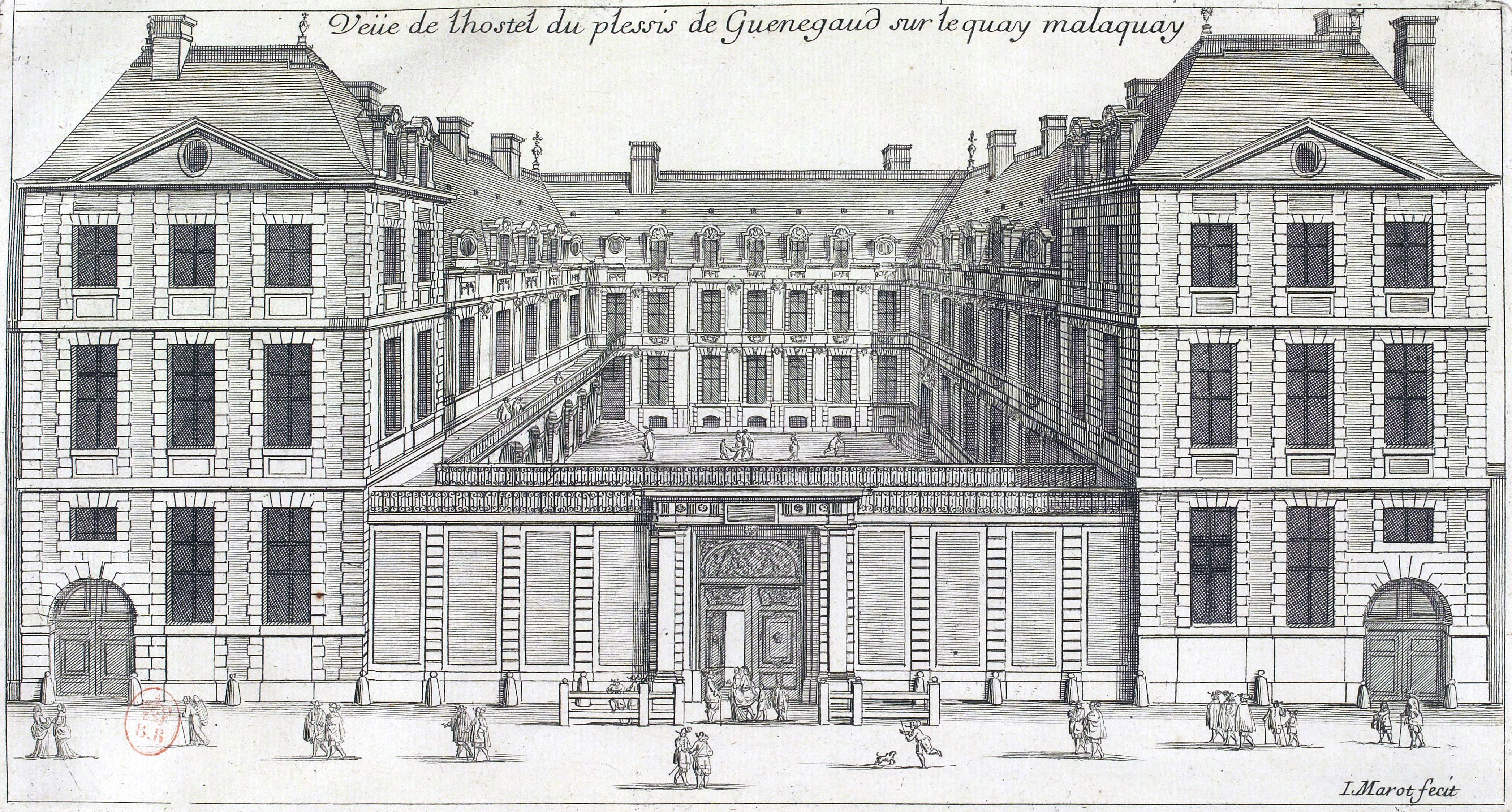
Готель Конті, вигравіруваний Жаном Маро з "Французька архітектура" (1686)

У 1660 році вона та її чоловік почали жити в готелі на набережній Малаке, який став відомим як готель де Конті . 
До їхнього шлюбу Конті захворів на сифіліс, яким заразив Анну-Марію. Подружжя намагалося вилікувати це всіма можливими способами. Коли це не вдалося, її чоловік звернувся до релігії та відкинув своє старе життя. Він відступив до Лангедока, де занурився у читання, письмо та вивчення релігійної літератури.
Зрештою, Анна Марія перебувала під впливом свого чоловіка і, як і він, стала палкою янсеністкою та надзвичайно побожною.
Двоюрідна сестра Анни-Марії, Гортензія, яка вийшла заміж за герцога Ла-Мейре, який шалено ревнував і жорстоко до неї ставився, мала вибір: втекти від нього, переїхавши жити до готелю де Конті з Анною-Марією та її чоловіком або ж піти до монастиря. Вона обрала монастир, оскільки вважала сувору побожність своєї двоюрідної сестри та чоловіка нестерпною.

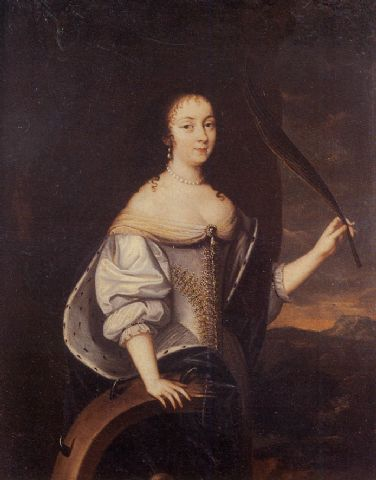
Послідовниця Костянтина Нетшера — Анна Марі Мартіноцці в ролі святої Катерини Александрійської

У них було двоє синів, Луї Арман (нар. 1661) та Франсуа Луї (нар. 1664). Її чоловік помер у 1666 році, після чого Анна Марія відмовилася знову вийти заміж і натомість присвятила себе синам та благочестивому життю. Близька зі своєю невісткою, герцогинею Лонгвіль; мадам де Севінь називала їх «les Mères de l'Église» [матерями церкви].
Вона виконувала роль хрещеної матері за дорученням Великого дофіна для Генрієтти Марії Французької, тітки дофінів (24 березня 1668 року).
У 1670 році Анна Марія обміняла свій міський будинок на набережній Малаке та свій прекрасний заміський будинок у Буше на готель «Генего» на набережній Невер. Будинок на набережній Малаке став готелем «Плессі-Генего», її новий будинок — готелем «Конті», а набережна Невер — набережною Конті. 

## Смерть
Анна-Марія померла в Парижі від апоплексії у своєму готелі на набережній Конті в 1672 році; їй було приблизно 35 років.
Її останки були поховані в церкві Сен-Андре-де-Ар, і, на прохання самої Анни-Марії, відбулася скромна похоронна церемонія з проповіддю, яку виголосив єзуїтський єпископ і капелан  принцеси Габріель де Рокетт.
Син Анн-Марі Франсуа Луї пізніше замовив надгробний пам'ятник художнику Франсуа Жірардону .

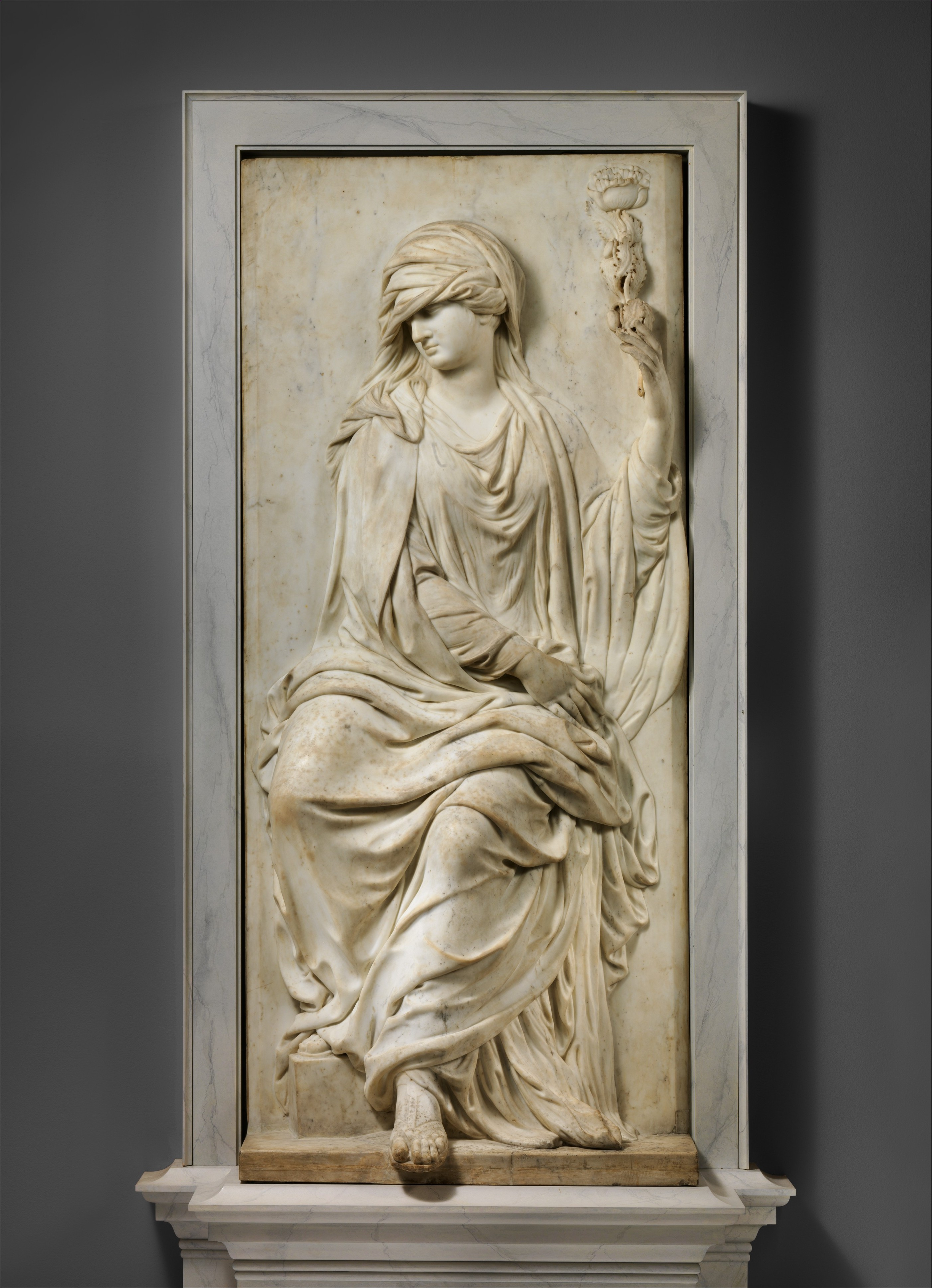
Метрополітен-музей мистецтв

У 1794 році, під час Французької революції, гробницю Анни-Марії було осквернено, а її останки поховано в катакомбах . Саму церкву знесли на початку 19 століття, але пам'ятники, що збереглися, розібрали та перевезли до Музею пам'яток . 
У 1809 році рельєф було перевирізьблено та розміщено в парку замку Мальмезон,  улюбленого маєтку імператриці Жозефіни. Його було продано Метрополітенському музею мистецтв у 1939 році. 

## Проблема
У Анни Марії та її чоловіка було п'ятеро дітей, двоє з яких досягли повноліття:
- Мертвонароджений син (нар. 1655)
- Мертвонароджений син (нар. 1657)

- Луї де Бурбон (Готель Конті, 6 вересня 1658 - Готель Конті, 14 вересня 1658)
- Луї Арман де Бурбон, принц Конті ( Готель Конті (набережна Малаке), 4 квітня 1661 р. - Палац Фонтенбло 9 листопада 1685 р.)
  - одружився з Марією Анною де Бурбон, своєю двоюрідною сестрою, у 1680 році.
- Франсуа Луї де Бурбон, принц Конті, на прізвисько Ле Гранд Конті ( Великий Конті ) (Готель Конті (набережна Малаке), 30 квітня 1664 - Готель Конті (набережна Конті), 22 лютого 1709)
  - одружився з Марією Терезою де Бурбон у 1680 році; подружжя стало титулярним монархом Польщі в 1697 році.

Серед нащадків Анни Марії були: Луї-Філіп I, король Франції ; сучасні претенденти на престол Франції та Італії ; а також королі Іспанії та Бельгії .

## Походження
|  |                                                          |  |  |  |  |  |  |  |  |  |  |  |  |  |  |  |
|  | 8. Джованні Баттіста Мартіноцці                          |  |  |  |  |  |  |  |  |  |  |  |  |  |  |  |
|  |                                                          |  |  |  |  |  |  |  |  |  |  |  |  |  |  |  |
|  |                                                          |  |  |  |  |  |  |  |  |  |  |  |  |  |  |  |
|  | 4. Вінченцо Мартіноцці                                   |  |  |  |  |  |  |  |  |  |  |  |  |  |  |  |
|  |                                                          |  |  |  |  |  |  |  |  |  |  |  |  |  |  |  |
|  |                                                          |  |  |  |  |  |  |  |  |  |  |  |  |  |  |  |
|  | 9. Б'янка Ланчі                                          |  |  |  |  |  |  |  |  |  |  |  |  |  |  |  |
|  |                                                          |  |  |  |  |  |  |  |  |  |  |  |  |  |  |  |
|  |                                                          |  |  |  |  |  |  |  |  |  |  |  |  |  |  |  |
|  | 2. Джироламо Мартіноцці                                  |  |  |  |  |  |  |  |  |  |  |  |  |  |  |  |
|  |                                                          |  |  |  |  |  |  |  |  |  |  |  |  |  |  |  |
|  |                                                          |  |  |  |  |  |  |  |  |  |  |  |  |  |  |  |
|  | 10. Маттео Марколіні                                     |  |  |  |  |  |  |  |  |  |  |  |  |  |  |  |
|  |                                                          |  |  |  |  |  |  |  |  |  |  |  |  |  |  |  |
|  |                                                          |  |  |  |  |  |  |  |  |  |  |  |  |  |  |  |
|  | 5. Маргарита Марколіні                                   |  |  |  |  |  |  |  |  |  |  |  |  |  |  |  |
|  |                                                          |  |  |  |  |  |  |  |  |  |  |  |  |  |  |  |
|  |                                                          |  |  |  |  |  |  |  |  |  |  |  |  |  |  |  |
|  | 11. Томас Бертоцці                                       |  |  |  |  |  |  |  |  |  |  |  |  |  |  |  |
|  |                                                          |  |  |  |  |  |  |  |  |  |  |  |  |  |  |  |
|  |                                                          |  |  |  |  |  |  |  |  |  |  |  |  |  |  |  |
|  | 1. Анна Марія Мартіноцці'                                |  |  |  |  |  |  |  |  |  |  |  |  |  |  |  |
|  |                                                          |  |  |  |  |  |  |  |  |  |  |  |  |  |  |  |
|  |                                                          |  |  |  |  |  |  |  |  |  |  |  |  |  |  |  |
|  | 12. Джуліо Маццаріні                                     |  |  |  |  |  |  |  |  |  |  |  |  |  |  |  |
|  |                                                          |  |  |  |  |  |  |  |  |  |  |  |  |  |  |  |
|  |                                                          |  |  |  |  |  |  |  |  |  |  |  |  |  |  |  |
|  | 6. П'єтро Маццаріні                                      |  |  |  |  |  |  |  |  |  |  |  |  |  |  |  |
|  |                                                          |  |  |  |  |  |  |  |  |  |  |  |  |  |  |  |
|  |                                                          |  |  |  |  |  |  |  |  |  |  |  |  |  |  |  |
|  | 13. Маргарита де Франчіз-Пасавера                        |  |  |  |  |  |  |  |  |  |  |  |  |  |  |  |
|  |                                                          |  |  |  |  |  |  |  |  |  |  |  |  |  |  |  |
|  |                                                          |  |  |  |  |  |  |  |  |  |  |  |  |  |  |  |
|  | 3. Лаура Маргеріта Маццаріно                             |  |  |  |  |  |  |  |  |  |  |  |  |  |  |  |
|  |                                                          |  |  |  |  |  |  |  |  |  |  |  |  |  |  |  |
|  |                                                          |  |  |  |  |  |  |  |  |  |  |  |  |  |  |  |
|  | 14. Октавіо Баффаліні                                    |  |  |  |  |  |  |  |  |  |  |  |  |  |  |  |
|  |                                                          |  |  |  |  |  |  |  |  |  |  |  |  |  |  |  |
|  |                                                          |  |  |  |  |  |  |  |  |  |  |  |  |  |  |  |
|  | 7. Гортензія Баффаліні                                   |  |  |  |  |  |  |  |  |  |  |  |  |  |  |  |
|  |                                                          |  |  |  |  |  |  |  |  |  |  |  |  |  |  |  |
|  |                                                          |  |  |  |  |  |  |  |  |  |  |  |  |  |  |  |
|  | 15.Франсуаза де Беллон (або Франческа де Беллоне-Туріна) |  |  |  |  |  |  |  |  |  |  |  |  |  |  |  |
|  |                                                          |  |  |  |  |  |  |  |  |  |  |  |  |  |  |  |
|  |                                                          |  |  |  |  |  |  |  |  |  |  |  |  |  |  |  |

## Зовнішні посилання
Шаблон:Princesses of Conti
- Генеалогія її родини worldroots.com
- Портрет дворянки, яку вважають принцесою де Конті

Шаблон:Princess of the Blood by Marriage (House of Bourbon)